# Dolly Rathebe
Dolly Rathebe (OIS) (2 tháng 4 năm 1928 - 16 tháng 9 năm 2004) là một nhạc sĩ và nữ diễn viên người Nam Phi đã biểu diễn với ban nhạc jazz Elite Swingsters, và trong chương trình Jazz và Variety của Châu Phi của Alf Herbert.
Rathebe qua đời vào ngày 16 tháng 9 năm 2004 vì đột quỵ.

## Sự nghiệp âm nhạc
Rathebe sinh ra ở Randfontein, Nam Phi nhưng lớn lên ở Sophiatown, nơi mà bà mô tả là "một nơi tuyệt vời". Bà được phát hiện vào khoảng năm 1948 sau khi hát tại một buổi dã ngoại ở Johannesburg. Một người tìm kiếm tài năng từ Gallo đã tiếp cận bà và không lâu sau bà đã trở thành một ngôi sao.
Bà trở nên nổi tiếng vào năm 1949, ở tuổi 21, khi xuất hiện với tư cách là ca sĩ hộp đêm trong bộ phim do Anh sản xuất Jim Comes To Jo'burg - bộ phim đầu tiên miêu tả người châu Phi thành thị dưới ánh sáng tích cực. Trong một buổi chụp hình cho tạp chí Drum tại bãi rác của tôi, Rathebe và nhiếp ảnh gia da trắng, Jürgen Schadeberg đã bị bắt theo Đạo luật về đạo đức, cấm các mối quan hệ tình cảm giữa hai người khác chủng tộc.
Khi chương trình Jazz và Variety châu Phi của Alf Herbert mở cửa vào năm 1954, Rathebe đã xuất hiện và ở lại như là điểm thu hút chính của Herbert trong nhiều năm. Bà đã trở thành một ngôi sao quốc tế khi bà hát cùng nhóm Afro-jazz, Elite Swingsters vào năm 1964.
Sau khi Sophiatown bị chính quyền Apartheid san phẳng vào cuối những năm 1950 và đầu những năm 1960, Rathebe ngày càng thấy khó thực hiện hơn, nhất là sau khi lệnh giới nghiêm 8 giờ tối. Bà cùng gia đình chuyển đến thị trấn Cape Town, và để sống sót, điều hành một chú chó trong nhiều năm.
Năm 1989, bà tái hợp với Elite Swingsters để thực hiện trong một bộ phim lấy bối cảnh vào những năm 1950 tại Johannesburg. Nhóm đã ở lại với nhau, phát hành một album mới, Woza, vào năm 1991. Tiếp theo là hai album nữa, A Call for Peace (1995) và Siya Gida / We Dance (1997).
Năm 2001, bà nhận được giải thưởng Thành tựu trọn đời tại Giải thưởng Âm nhạc Nam Phi.
Năm 2003, ở tuổi 75, Dolly xuất hiện trong một chương trình ở Sof'Town, A Celemony!, Ở đó, bà hát "Randfontein", câu chuyện về một người thợ mỏ say rượu trở về nhà để tìm vợ trên giường với một người đàn ông khác sau đó bị đánh và đuổi ra ngoài.